# ماريانو ماركوس
ماريانو ماركوس هو محامي وسياسي فلبيني، ولد في 21 أبريل 1897 في باتاك في الفلبين، وتوفي في 8 مارس 1945 في لا يونيون في الفلبين. انتخب عضو مجلس النواب في الفلبين.